# Podul Dacilor (Timișoara)

Die Brücke kurz nach ihrer Eröffnung

Podul Dacilor ist der Name einer Brücke in der westrumänischen Stadt Timișoara. Sie überquert die Bega beim Piața Badea Cârțan und ist eine der drei Brücken in Fabric, dem II. Bezirk der Stadt. Benannt ist das Bauwerk seit 1924 nach dem Volk der Daker. Bis 1919 wurde sie als Széna-téri híd bezeichnet, danach fünf Jahre lang als Podul din Piața de Fân, deutsch jeweils Heuplatzbrücke. In beiden Fällen wurde der Name von der früheren Bezeichnung des Piața Badea Cârțan abgeleitet.

## Vorgeschichte
Die Bega hatte in der Fabrikstadt früher mehrere Arme, auf denen eine große Anzahl von Wassermühlen in Betrieb war. Zur besseren Nutzung der Wasserkraft beschloss der Stadtrat 1902 die Errichtung des Wasserkraftwerks Timișoara und die gleichzeitige Schließung der Wassermühlen. Der Systematisierungsplan von 1901 bis 1903 des Ingenieurs László Székely sah die Begradigung der Bega auf einer Länge von 2,4 Kilometern vor. Auf dieser Strecke wurden drei neue Brücken gebaut: am heutigen Piața Sarmisegetuza, am heutigen Piața Badea Cârțan und beim späteren Baia Publică Neptun.

## Die alte Brücke
Der Bau der Brücken wurde öffentlich ausgeschrieben. Es gingen 14 Bewerbungen von Firmen aus Budapest, Timișoara und Arad ein. Den Zuschlag für die hier behandelte Brücke bekam die Budapester Firma Magyar beton és vasbeton építési vállalat. Im Frühjahr des Jahres 1908 wurden die Verträge unterzeichnet. Die Konstruktion der Brücke fiel in die Verantwortung des Budapester Büros von Aladár Kovács–Sebestény.
Aladár Kovács–Sebestény (* 1858 in Buda; † 1921 Budapest) war ein angesehener Hydrotechniker. Nach Beendigung seines Studiums an der Eidgenössischen Technischen Hochschule Zürich ließ er sich in Timișoara nieder, wo er Leiter der Wasserregulierungskommission wurde. Er erarbeitete das Projekt zur Regularisierung der Bega und der Temesch sowie das Projekt zum Bau der Staudämme. Gemeinsam mit Ludwig von Ybl erarbeitete er den ersten Systematisierungsplan der Stadt.
Architekt der Brücke war der Budapester Rezső Hikisch. In Vorbereitung der Bauarbeiten machte er einige Studienreisen nach Budapest, Dresden und München.
Seitens der Stadt waren die Ingenieure Emil Szilárd und Stan Vidrighin für das Projekt zuständig. 1909 wurde die Brücke fertiggestellt.

## Die neue Brücke
Die Zeit ging nicht spurlos an der Brücke vorbei, Alterungserscheinungen und Abnutzung wurden sichtbar. 1970–1971 wurde dem Institutul de Proiectare Timiș (I.P.R.O.T.I.M.) die Begutachtung der Brücke in Auftrag gegeben. Die festgestellten Schäden waren gravierend. Sie führten ferner auch zur Aufgabe des Güterverkehrs der Straßenbahn Timișoara.
1988, acht Jahre nach der Nachbarbrücke Podul Mihai-Viteazul, wurde auch Podul Dacilor abgerissen und durch eine Stahlbetonbrücke ersetzt. Der Straßenbahnverkehr auf der Strecke Piața Traian–Bulevardul Take Ionescu wurde vorübergehend eingestellt, der motorisierte Individualverkehr über die Mihai–Viteazul–Brücke umgeleitet.
Die neue Brücke hat eine zentrale Öffnung von 31,36 Metern, die beiden seitlichen Öffnungen sind je 8,26 Meter breit. Die Fahrbahn hat eine Breite von 7,80 Metern, die Bürgersteige sind jeweils drei Meter breit.
Die Konstruktion der neuen Brücke übernahm, wie bei der Mihai-Viteazul-Brücke, das Institutul de Proiectare Timiș (I.P.R.O.T.I.M.) unter Leitung von Ingenieur Radu Marinov. Marinov wurde 1936 in Miercurea Ciuc geboren. Er absolvierte 1954 das C. D. Loga-Lyzeum in Temeswar und studierte anschließend bis 1959 Bauwesen am Polytechnischen Institut Timișoara.
Die Bauarbeiten wurden von der rumänischen Staatsbahn Căile Ferate Române ausgeführt.